# Bartın Çayı
Pour les articles homonymes, voir Parthénios.
Le fleuve de Bartın (Bartın Çayı, Bartın Irmağı, Bartın Suyu) est un petit fleuve de Turquie qui se jette dans la Mer Noire. Il était appelé Parthénios dans l'Antiquité (en grec ancien Παρθένιος, latinisé en Parthenius),, nom directement à l'origine du nom turc. Il prend sa source dans les monts Ilgaz (en).
Il est navigable sur les 15 km entre la mer et la ville de Bartın. En mai 1998, le fleuve a débordé causant des dommages importants et de nombreuses victimes.

## Mythologie
Le Parthène est l'un des 25 fils de Téthys et d'Océan, cités par Hésiode dans sa Théogonie, où il relate la création du monde :

« Téthys donna à l’Océan des Fleuves au cours sinueux, le Nil, l’Alphée, l’Éridan aux gouffres profonds, le Strymon, le Méandre, l’Ister aux belles eaux, le Phase, le Rhésus, l’Achéloüs aux flots argentés, le Nessus, le Rhodius, l’Haliacmon, l’Heptapore, le Granique, l’Ésépus, le divin Simoïs, le Pénée, l’Hermus, le Caïque aux ondes gracieuses, le large Sangarios, le Ladon, le Parthène, l’Évène, l’Ardesque et le divin Scamandre. »

— Hésiode, Théogonie, v. 337-349, traduction d'Anne Bignan